# Domingo Peppo
Oscar Domingo Peppo, conocido como Domingo Peppo (Santo Tomé, Provincia de Corrientes, 6 de julio de 1958), es un ingeniero en construcciones, civil e hidráulico y político argentino del Partido Justicialista. Cursaría sus estudios terciarios en la Facultad de Ingeniería de la UNNE, donde recibiría su título profesional y con el cual se terminaría radicando años más tarde en la localidad de Villa Ángela, Chaco, de la cual se convertiría en su intendente, siendo reelegido en dos ocasiones, encabezando tres mandatos al frente de esa comuna. Fue secretario de Obras Públicas de Villa Ángela en 1993, ministro de Gobierno en 2008, diputado provincial (período 2001–2003 y 2009) y presidente del Instituto Provincial de Desarrollo Urbano y Vivienda en el período 2012 – 2015.
El 20 de septiembre de 2015 fue elegido gobernador de la provincia del Chaco con el 55,43% de los votos, encabezando la lista del Frente Chaco Merece Más, junto al ex-Intendente de la localidad de Campo Largo, Mateo Daniel Capitanich, sucediendo de esta manera a Jorge Milton Capitanich al frente de esta provincia.

## Biografía
Domingo Peppo nació el 6 de julio de 1958 en Santo Tomé, Corrientes, estudió ingeniería en la Universidad Nacional del Nordeste y a principios de la década del 80 se recibió de ingeniero en construcciones, hidráulico y civil.
En 1984 fue asignado para reemplazar a un ingeniero de la empresa Cardeco en Villa Ángela, lugar en el que reside actualmente. En 1991 comenzó a trabajar en la Secretaría de Obras Públicas local y en 1993 asume como Secretario.
En 1995 ganó las internas peronistas para ser intendente de Villa Ángela pero pierde las elecciones generales por 1000 votos. En 1999 dentro del mismo espacio político que hoy gobierna la Provincia, Jorge Capitanich se postula como candidato a Gobernador y Peppo como candidato a Intendente de Villa Ángela, así como también se suma a la lista de diputados del PJ y gana su banca en el 2001.
En 2003, se vuelve a presentar para las elecciones como candidato a intendente de Villa Ángela en la lista del Frente para la Victoria y resulta elegido por primera vez para gobernar su pueblo. Luego de sus primeros cuatro años como intendente y ante un panorama de desorganización interna dentro del Justicialismo Chaqueño,[cita requerida] en el 2007 manifiesta por primera vez sus intenciones de ser gobernador armando una propuesta junto al intendente de General San Martín Aldo Adolfo Leiva, sin embargo tras lograr los acuerdos internos dentro del Partido, desistiría de esta propuesta y volvería a presentarse en Villa Ángela, siendo por primera vez reelecto para un nuevo período al frente de la intendencia.
En 2008, Capitanich lo convoca como ministro de Gobierno para afrontar una crisis política en la provincia, y ya posicionado como hombre fuerte del Gobierno, en 2009 se postula como candidato a 1º Diputado Provincial en las elecciones legislativas, ganando su banca por segunda vez en la Cámara de Diputados.
En 2011, el pueblo de Villa Ángela lo elige otra vez como intendente, esta vez con más del 70% de los votos, y al año siguiente el gobernador Jorge Capitanich lo convoca para asumir la presidencia del Instituto Provincial de Desarrollo Urbano y Vivienda, cargo que ocuparía hasta marzo del 2015.
Como candidato de la fórmula oficial del Frente Chaco Merece Más, ganó las elecciones Primarias Abiertas Simultáneas y Obligatorias (PASO) por el 94,91%, y superponiéndose por más de 110.000 votos sobre la lista opositora.
Para las elecciones del 20 de septiembre de ese año se mostró como continuidad al gobierno de Jorge Capitanich en el período 2015-2019. Llevando como compañero de fórmula a Daniel Capitanich, ese día fue elegido gobernador de la provincia del Chaco con el 55,43% de los votos. Durante su gobernación se comenzó la obra del canal Guaycurú – Iné, que busca instalar un moderno sistema de riego.

## Gabinete de Ministros y Secretarios
| Ministerio                                                     | Ministro                         | Período     |
| -------------------------------------------------------------- | -------------------------------- | ----------- |
| Secretaría General de la Gobernación y Coordinación.           | Ing. María Elina Serrano         | 2015 - 2019 |
| Ministerio de Gobierno, Justicia y Relación con la Comunidad   | Juan José Bergia                 | 2015 - 2019 |
| Ministerio de Seguridad Pública                                | Dr. Martín Orlando Nievas        | 2015 - 2019 |
| Ministerio de Hacienda y Finanzas Públicas                     | Cdor. Cristian Alcides Ocampo    | 2015 - 2019 |
| Ministerio de Producción                                       | Ing. Gabriel Adolfo Tortarolo    | 2015- 2017  |
|                                                                | Marcelo José Repetto             | 2017-2019   |
| Ministerio de Industria, Comercio y Servicios                  | Dr. Gustavo Rubén Javier Ferrer  | 2015- 2019  |
| Ministerio de Educación, Cultura, Ciencia y Tecnología         | Prof. Daniel Oscar Farías        | 2015-2017   |
| Ministerio de Educación, Cultura, Ciencia y Tecnología         | Marcela Mosqueda                 | 2017 - 2019 |
| Ministerio de Salud Pública                                    | Dr. Luis Zapico                  | 2015-2016   |
| Ministerio de Salud Pública                                    | Dra. Mariel Luisa Crespo         | 2016 - 2019 |
| Ministerio de Obras y Servicios Públicos                       | Arq. Humberto Fabián Echazarreta | 2015 - 2019 |
| Ministerio de Desarrollo Urbano y Territorial                  | Arq. Guillermo Ariel Monzón      | 2015 - 2019 |
| Ministerio de Planificación, Ambiente e Innovación Tecnológica | Arq Gustavo Caceres              | 2015 - 2019 |
| Ministerio de Desarrollo Social                                | Roberto Marcelo Acosta           | 2015 - 2019 |
| Secretaría de Empleo y Trabajo                                 | Ing. Liliana Estela Spoljaric    | 2015 - 2019 |
| Secretaría de Inversiones, Asuntos Internacionales y Promoción | Dr. Juan Chaquires               | 2015 - 2019 |
| Secretaría de Municipios y Ciudades                            | Néstor Pedro Gabriel Ninoff      | 2015 - 2019 |
| Secretaría de Derechos Humanos                                 | Juan Carlos Goya                 | 2015 - 2019 |